# Kurzflügelgrille
Die Kurzflügelgrille (Gryllodes sigillatus), auch Südliche Hausgrille, Tropische Hausgrille oder Bändergrille, ist eine Langfühlerschrecke aus der Familie der Echten Grillen (Gryllidae). Sie ist eine synanthrope Art mit beinahe weltweiter Verbreitung.

## Merkmale
Die Kurzflügelgrille ist mit einer Körperlänge von 13 bis 18, selten bis 20 Millimeter in der Körpergestalt ähnlich, aber meist etwas kleiner als das Heimchen (Acheta domesticus) mit 16 bis 20 Millimetern Körperlänge. Sie ist in der Grundfärbung blassbraun bis sandfarben gelblich und sehr kurz hell behaart. Die Stirn besitzt zwischen den Augen fast immer eine dunkler braune Querbinde, öfters auch eine Folge mehrerer solcher Binden oder andere braun gefärbte Bereiche. Das Pronotum ist überwiegend hell gefärbt, sein Hinterrand ist dunkler braun gesäumt, wobei sich die dunkle Zeichnung entlang der Seitenränder nach vorn hin fortsetzt. Auf der Oberseite sitzt außerdem regelmäßig beiderseits je ein kleiner brauner Flecken. Der Rumpf und die Schenkel der Beine können außerdem, wie der Hinterleib, verschiedene braune Fleckenreihen tragen. Die Flügel sind in der Regel etwas stärker gefärbt als der Rumpf, aber meist nicht dunkelbraun. Beim Weibchen ist der erste Tergit des Hinterleibs in der Regel merklich dunkler als die übrigen.
Der Kopf der Kurzflügelgrille ist, wie bei einer Reihe verwandter Arten, vorn auffallend abgerundet. Die Komplexaugen stehen seitlich ein wenig aus der Kopfkontur vor, es sind drei Punktaugen (Ocelli) vorhanden. Das Pronotum ist breiter als lang, ohne Grube oder Abflachung in der hinteren Hälfte. An den Schienen der Vorderbeine sitzen Trommelfelle des Tympanalorgans nur an der Außenseite. Die Schienen der Mittelbeine tragen vier Endsporne, die jenigen der Hinterbeine sind ein wenig kürzer als die Hinterschenkel und tragen subapikal (nahe dem Ende) jeweils innen und außen fünf Sporne und außerdem je drei Endsporne. Die Ausbildung der Flügel ist geschlechtsspezifisch verschieden. Männchen tragen in der Regel Vorderflügel, die hinten gerade abgestutzt etwas verkürzt sind und etwa die Mitte des Hinterleibs erreichen. Die typische Aderung des vorderen Flügelabschnitts mit den als Stridulationsorgan wirkenden Schrillleisten und schallverstärkenden Feldern (Spiegel) ist vollständig vorhanden. Bei den Weibchen sind die Vorderflügel schuppenförmig verkürzt, sie berühren sich nicht in der Körpermitte. Rudimentäre Hinterflügel können vorhanden sein oder fehlen. Selten treten, als Variante, in beiden Geschlechtern voll geflügelte Tiere auf, die auch flugfähig sind. Die Cerci am Hinterleibende sind immer sehr lang, etwa um die Hälfte länger als die Hinterschenkel. Das Weibchen trägt über das Hinterleibsende vorstehend einen langen, dünnen Ovipositor, der länger ist als die Hinterschenkel und am Ende lanzettlich zugespitzt ist. Er erreicht ungefähr dieselbe Länge wie die Cerci.

## Verbreitung
Die Art ist in tropischen und subtropischen Breiten fast weltweit verbreitet, wobei man annimmt, dass diese weite Verbreitung auf Verschleppung durch menschliche Transporte zurückgeht. Die Art lebt meist im direkten Umfeld des Menschen, in Siedlungen und Gebäuden (synanthrop). Angaben gibt es, unter anderem, aus Indien, Pakistan, Russland, Japan, Australien, Südafrika, in Nordamerika aus Mexiko, Kuba und Florida. In Südamerika ist sie in Kolumbien weit verbreitet, auch in Wäldern, aber generell selten. In Nordamerika konnte sie ihr Areal im Südwesten und Süden, fast ausschließlich in Städten, in den vergangenen Jahrzehnten deutlich ausweiten. An der Ausbreitung beteiligt sind zahlreiche Züchter, die die Art, meist als Futtertier für Terrarien, in großem Stil handeln und züchten.
Funde der Art in Europa werden meist auf solche aus der Zucht entkommenen Tiere zurückgeführt, wobei die Art stärker als das Heimchen auf das direkte menschliche Umfeld beschränkt bleibt. Die meisten Ansiedlungen in gemäßigten Breiten sind kurzlebige Einschleppungen, die rasch von selbst wieder verschwinden oder Populationen in beheizten Gebäuden. Dennoch wurde die Art eine gewisse Zeit auch in Deutschland, in den Zoologischen Gärten von Dresden und Leipzig und in Österreich, an verschiedenen Orten in Wien (u. a. im Zoologischen Garten) und in Enns nachgewiesen. Aus der Schweiz liegt offenbar nur ein Einzelfund vom Zürcher Hauptbahnhof vor. Im südlichen Rheinland-Pfalz wurde eine kleine Population über fünf Jahre im Freiland bestätigt.

## Phylogenie und Taxonomie
Die Gattung Gryllodes gehört im klassischen System innerhalb der Echten Grillen in die Unterfamilie Gryllinae, Tribus Modicogryllini. Nach genetischen Daten ist ihr Schwestergruppenverhältnis unklar, die Gliederung in Unterfamilien und Triben muss vermutlich überarbeitet werden.
Die Taxonomie der Art ist unklar und verworren. Die kosmopolitische Art ist in verschiedenen Regionen, unter verschiedenen Namen jeweils neu beschrieben worden, zu den zahlreichen Synonymen zählen Gryllolandrevus abyssinicus Bolivar 1922, Zaora bifasciata Walker 1875, Scapsipedus fuscoirroratus Bolivar 1895, Homalogryllus indicus Bolivar 1899, Gryllus nanus Walker 1869, Gryllus poeyi Saussure 1874, Gryllus pustulipes Walker 1869, Gryllodes subapterus Chopard 1912, Acheta tokyonis Okasaki 1926, Miogryllus transversalis Scudder 1901, Cophogryllus walked Saussure 1877.
Der Artname Gryllodes sigillatus wurde von Francis Walker, als Gryllus sigillatus, im Jahr 1869, nach einem Tier aus Australien vergeben, die Art wurde von William Forsell Kirby als Typusart der Gattung Gryllodes nachträglich festgesetzt. Bereits 1859 hatte Walker, nach Material von der Insel Sri Lanka, eine Art Gryllus supplicans beschrieben, deren Verhältnis zu Gryllodes sigillatus unklar ist. der Schweizer Lucien Chopard hatte beide Arten 1967 synonymisiert, dies aber 1969 nach neuen Untersuchungen wieder in Frage gestellt. Die kanadischen Entomologen Keith und Douglas Keely Kevan synonymisierten dann beide unter dem (älteren und damit prioritären) Namen Gryllodes supplicans. Die Art wurde daraufhin einige Zeit in der entomologischen Fachliteratur unter diesem Namen behandelt. Im Jahr 2006 wurde dieser Synonymisierung dann von dem renommierten Heuschrecken-Experten Daniel Otte widersprochen. Ottes Ansicht zufolge handelt es sich bei Gryllodes sigillatus und Gryllodes supplicans um zwei verschiedene Arten, die etwa nach der Form der männlichen Genitalien sicher unterscheidbar seien. Allerdings ist Otte bei der Zuordnung des untersuchten Materials ein Fehler unterlaufen, das seine Schlussfolgerung in Zweifel zieht. Neben dem untersuchten Männchen (bis heute dem einzigen bekannten Männchen von Gryllodes supplicans, wenn man die separaten Arten aufrechterhält) existiert allerdings noch weibliches Typmaterial. Meist wurden und werden die beiden Arten daran unterschieden, dass Gryllodes sigillatus kurzflügelig (brachypter) sei, während Gryllodes supplicans voll entwickelte Flügel besitzen würde (macropter). Eine Unterscheidung nach diesem Merkmal ist allerdings dadurch zweifelhaft geworden, dass es möglich war, durch geeignete Umweltbedingungen auch langflügelige Gryllodes sigillatus aus kurzflügeligen Elterntieren zu züchten.
Im Orthoptera Species File online (Stand: Juni 2019) werden beide Arten, und zusätzlich die (dubiose, nach der Erstbeschreibung nie wiedergefundene) Art Gryllodes flavispina Saussure, 1877 für die Gattung Gryllodes aufgeführt, so dass eine Synonymie nicht bestehen würde. Dies wird allerdings von anderen Forschern skeptisch gesehen. Möglicherweise handelt es sich um die einzige Art der Gattung.

## Nutzung
Wie die bekanntere, verwandte Grillenart Heimchen werden Kurzflügelgrillen als Futterinsekt sowie als Speiseinsekt gezüchtet und genutzt. Die Art wird weltweit gehandelt, wobei sie, nachdem die Zucht des Heimchens aufgrund einer Viruserkrankung stark zurückging, zunehmend verwendet wird. Sie ist aber im Futtertierhandel weniger verbreitet als Arten der Gattung Gryllus.